# Anomodon longinervis
Anomodon longinervis là một loài Rêu trong họ Thuidiaceae. Loài này được Broth. mô tả khoa học đầu tiên năm 1899.